# Axiothella catalinia
Axiothella catalinia är en ringmaskart som beskrevs av Hartman 1969. Axiothella catalinia ingår i släktet Axiothella och familjen Maldanidae. Inga underarter finns listade i Catalogue of Life.